# Топіха
Топі́ха (каз. Топиха) — село у складі Глибоківського району Східноказахстанської області Казахстану. Входить до складу Тарханського сільського округу.
Населення — 61 особа (2021; 52 у 2009, 69 у 1999, 40 у 1989).
Національний склад станом на 1989 рік:
- росіяни — 100 %